# Yūko Kishida
Yūko Kishida (岸田 裕子, Kishida Yūko), née le 15 août 1964 à Miyoshi, est une personnalité publique japonaise. Elle est l'épouse de Fumio Kishida, Premier ministre du Japon de 2021 à 2024.

## Biographie

### Jeunesse et éducation
Yūko Kishida naît le 15 août 1964 à Miyoshi, dans la préfecture d'Hiroshima. Elle effectue ses études à la Tokyo Woman's Christian University. 
Elle rencontre Fumio Kishida par l'intermédiaire de ses parents, leur relation étant un mariage arrangé. Leur premier rendez-vous a lieu en boîte de nuit, et ils se marient en 1988.

### Épouse du Premier ministre du Japon
Lorsque Fumio Kishida devient ministre des Affaires étrangères en 2012, elle commence son rôle diplomatique d'épouse politique, qu'elle retrouvera lors de l'élection de son mari au poste de Premier Ministre en 2021. Elle joue également un rôle dans la campagne électorale de son mari, cherchant à adoucir son image en apparaissant à ses côtés lors de plusieurs vidéos sur les réseaux sociaux, ainsi que dans différents meetings politiques à Tokyo.
Relativement effacée, elle reste majoritairement en retrait de son mari. Ce dernier la cite comme soutien silencieux, toujours présent à ses côtés et lui permettant de garder le cap. D'un tempérament sociable, elle jouit d'une certaine popularité dans sa préfecture natale d'Hiroshima, qu'elle met au service de son mari et de sa politique. Elle est toutefois mise en avant à certaines occasions par son mari sur les réseaux sociaux, ce dernier exprimant généralement sa gratitude pour les plats préparés par Yūko, ou pour sa présence au quotidien.
Elle apparaît aux côtés de son mari dans plusieurs évènements internationaux, comme les sommets du G20 ou différents sommets de l'ASEAN,.
Elle partage son temps entre la résidence officielle du Premier ministre japonais à Tokyo, et leur résidence principale située à Hiroshima.

## Vie personnelle
Elle épouse Fumio Kishida en 1988 à l'issue d'un mariage arrangé. Trois enfants naissent à l'issue de ce mariage.